# Evangelische Kirche (Kleinich)

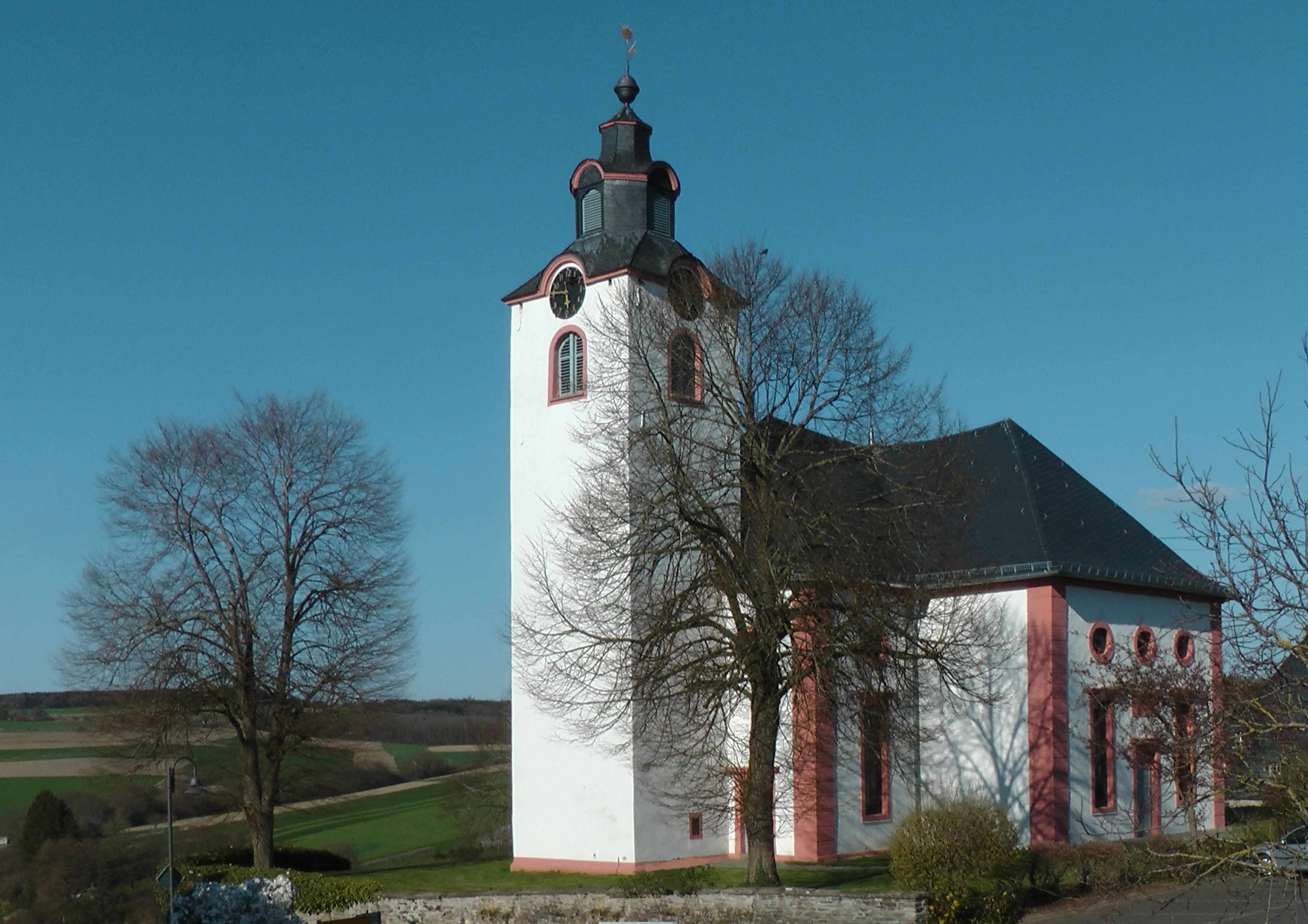
Evangelische Kirche Kleinich von Westen

Die frühklassizistische evangelische Kirche ist eine von mehreren Kirchen und Kapellen der Christusgemeinde Kleinich im Hunsrück, Landkreis Bernkastel-Wittlich in Rheinland-Pfalz und wurde 1789/90 nach Plänen des herzoglich zweibrückischen Baumeisters Friedrich Gerhard Wahl erbaut. Die heutige Kirche hat mehrere Vorgängerbauten und steht wahrscheinlich an der Stelle eines römischen Tempels, da beim Abriss des Vorgängerbaus der heutigen Kirche 1788 Silbermünzen und ein römischer Haustein mit den Namen Merkur, Rosmerta und Romanus gefunden wurden.

## Vorgängerbauten

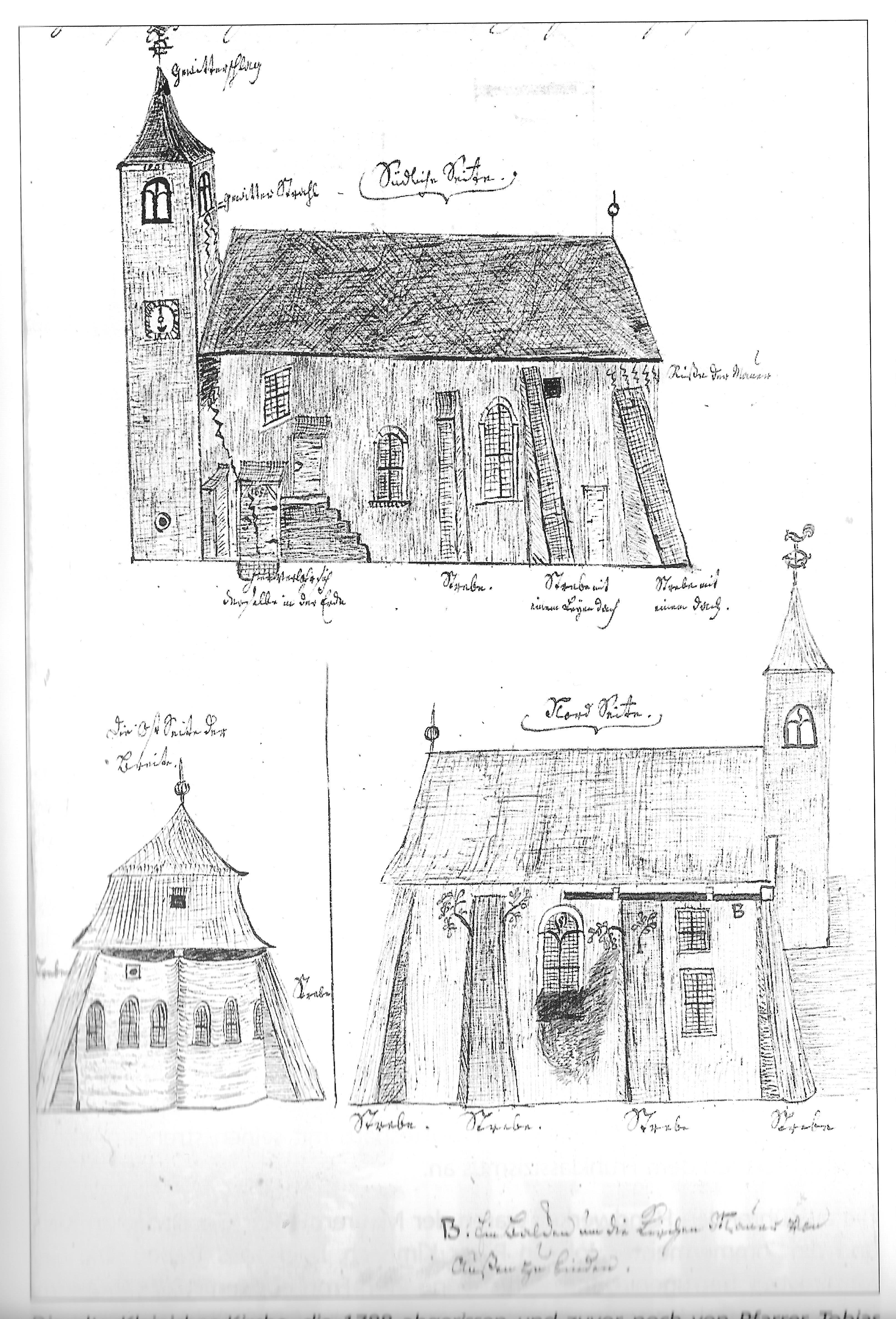
Zeichnung von 1788 der alten Kleinicher Kirche von Pfarrer Tobias Schneegans

Die heutige Kirche hatte an gleicher Stelle mehrere Vorgängerbauten. 1788 wurden beim Abriss des direkten Vorgängerbaus der heutigen Kirche eine römische Silbermünze, ein silberner römischer Ring und Werksteine mit römischen Inschriften gefunden. In dem im Jahr 1220 entstandenen liber annual. jur. des Dekanats Kaimt (Zell) wird der Ort noch ohne Kapelle erwähnt. Die Kirche hatte in der vorreformatorischen Zeit ein (1552 dokumentiertes) St.-Martins-Patrozinium, was auf eine Gründung in der Zeit zwischen 550 und spätestens 750 schließen lässt.
Im Jahr 1318 ist die Pfarrkirche bezeugt. Die Kirche wurde bei ihrem Abriss als uralt und als ein Bau im gotischen Geschmack bezeichnet. Sie besaß im Kirchenschiff ein steinernes Gewölbe von wahrscheinlich 1513, die auf einem Mittelpfeiler ruhten. Sie übernahm damit das Bauschema der Hospitalskapelle in Kues, wie es auch bei anderen heute noch vorhandenen Kirchen in Graach an der Mosel, oder Meckel. Der Chor war schmaler und sein Gewölbe war jünger, etwa von 1595. 1519 wird ein Annenaltar in der Kirche erwähnt. Bei dem Einsturz des Kirchturms im Jahr 1519 kann es sich wohl nur um den Einsturz des Oberbaus des Turms gehandelt haben, da das Mauerwerk in den unteren Geschossen des heute noch erhaltenen Turms in karolingische Zeit datiert wird. Die Kirche wurde von marodierenden bayrischen Truppen unter Oberst Jost Maximilian von Bronckhorst-Gronsfeld am 10. Dezember 1635 angezündet, wobei alles Holzwerk einschließlich der Turmhaube verbrannte.
1672 und 1730 erhielt die Kirche eine jeweils neue Empore. 1753 wurden Dach und Kirchturm wiederhergestellt. 1783 schlug der Blitz in den Turm ein und zerstörte dessen Dach. Außer durch kriegerische Ereignisse wurde die Kirche auch durch Feuchtigkeit beschädigt. 1727 wurden im Chor starke Risse festgestellt und Verhandlungen über einen Neubau begonnen. 1788 wurde schließlich Chor und Schiff abgebrochen. Der Turm blieb erhalten und wurde in den Neubau integriert.

## Heutige Kirche

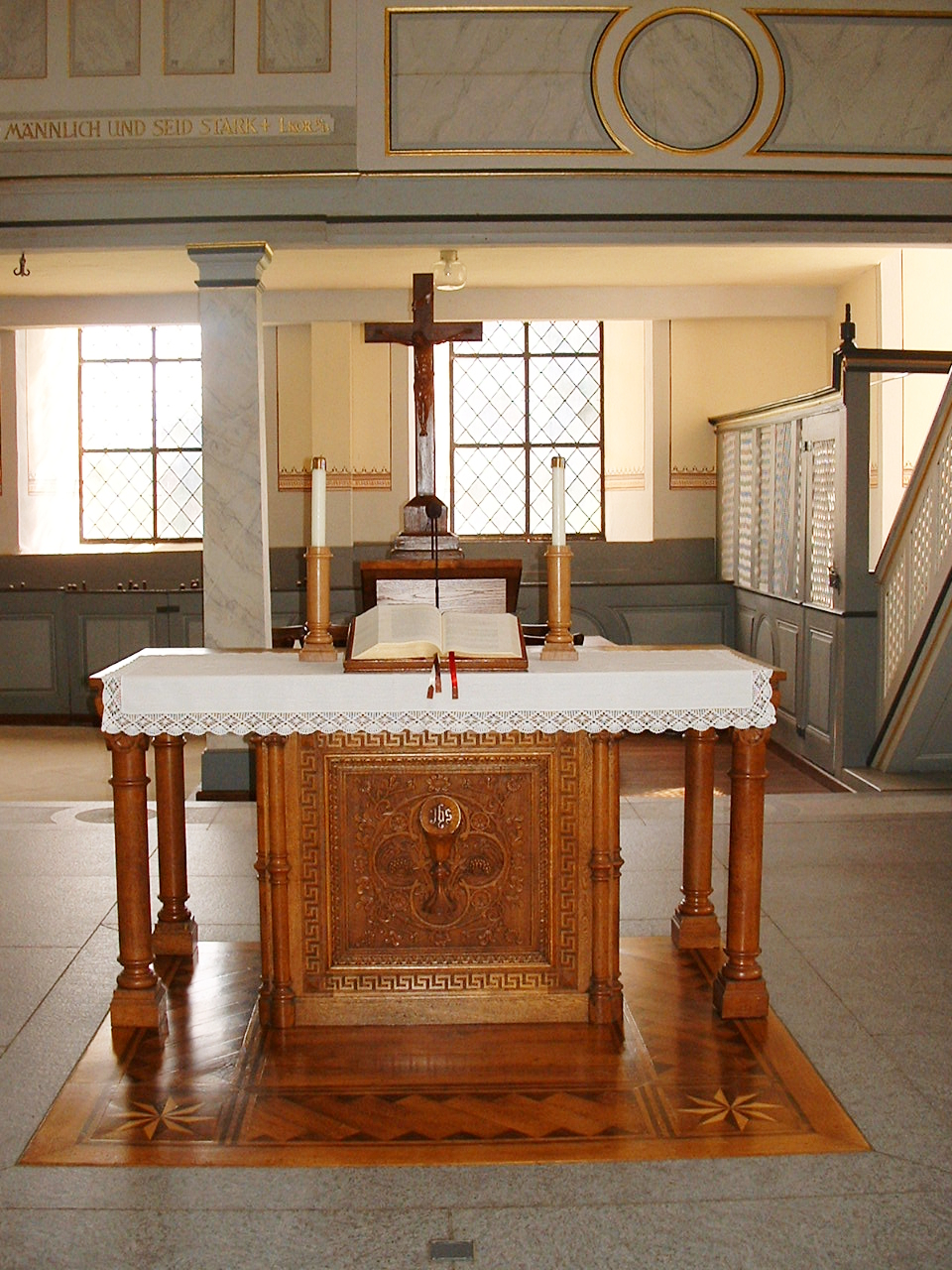
Der Altar von 1901

Die Kirche steht am nördlichen Ortsrand des Ortsteils Kleinich an der Kante eines Hochplateaus, das nach Norden zum Kleinicher Bach und zum Ortsteil Thalkleinich hin abfällt. Die heutige Kirche ist ein Bau nach einem Entwurf des Baudirektors Friedrich Gerhard Wahl aus Zweibrücken. Die ausführenden Handwerker waren Maurermeister Georg Simon Klick und Zimmermeister Johann Peter Kimnach, jeweils aus Traben. Von der alten Kirche blieb nur der frühromanische Glockenturm erhalten. Dieser besteht in den unteren Geschossen aus 1,40 m starken fränkischen oder frühmittelalterlichen Bruchsteinmauern und hat einen ungefähr quadratischen Grundriss von etwa 6 m äußerer Seitenlänge. Im obersten Turmgeschoss, das wahrscheinlich im Rahmen der Turmerneuerung 1539 erbaut wurde, befinden sich vier rundbogige Schallöffnungen. Der mit drei Holzgesimsen gegliederte Helm mit Laterne, Knauf und Wetterhahn wurde um 1753 errichtet.

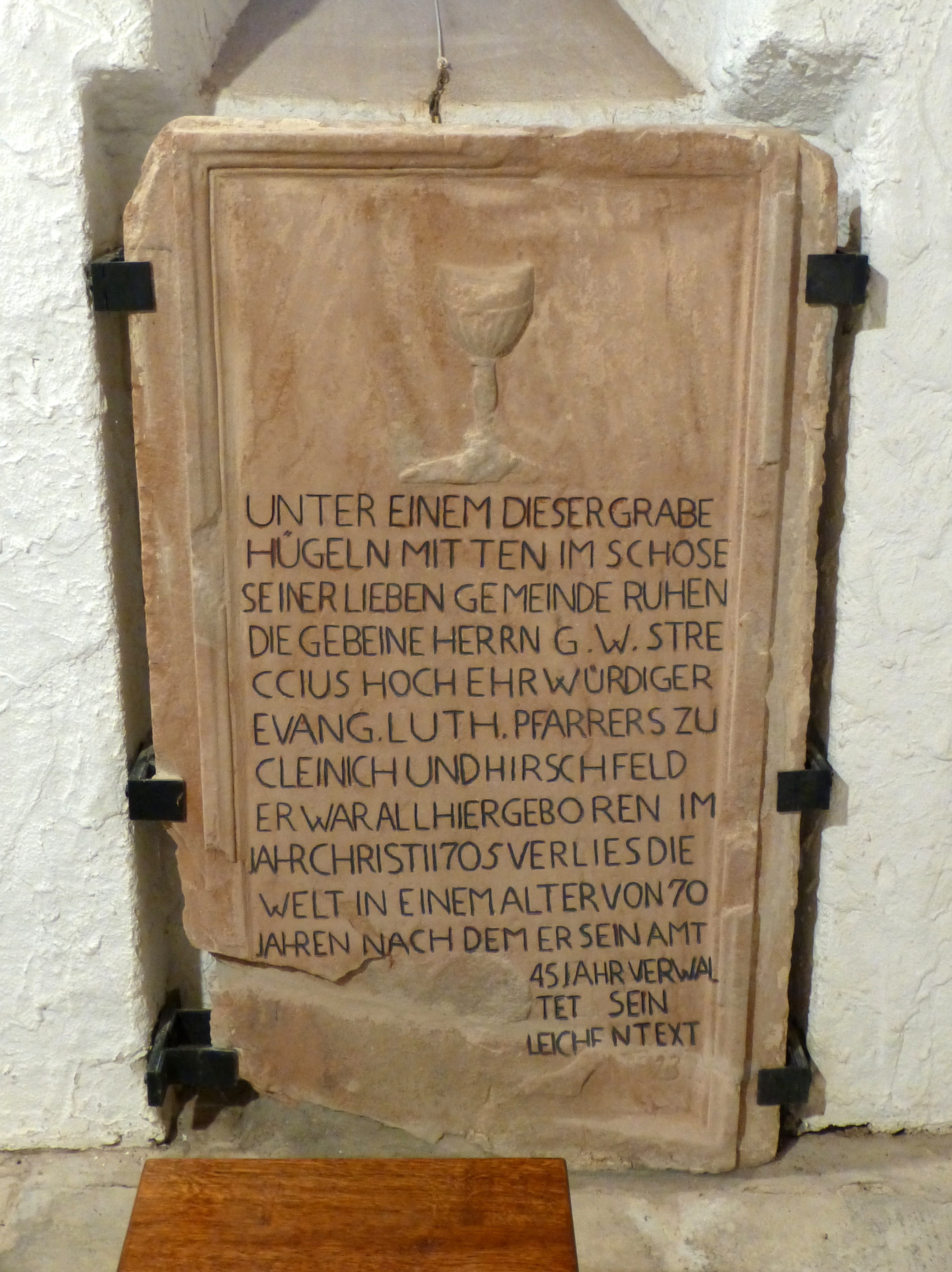
Grabtafel von Georg Wilhelm Streccius

Grundsteinlegung für die Kirche erfolgte am 27. Mai 1789, die Einweihung am 17. Oktober 1790. Das Baumaterial für die Kirche kam aus der Umgebung: Der Schieferbruchstein aus dem Zweibachtal, der härtere Quarzitstein, der für Quadersteine verwendet wurde, kam vom Idarwald bei Hochscheid, die Sandsteine kamen von Niederhosenbach. Das Bauholz kam von Ehrang und wurde von dort bis Traben-Trarbach auf der Mosel geflöst. Die Kirche bietet Platz für etwa 500 Personen und ist in Form eines griechischen Kreuzes gebaut. Sie hat eine Länge von 22,55 m, eine Breite von 23,30 m und eine Höhe von 8,50 m. Das Kirchenschiff hat ein flaches Spiegelgewölbe aus Holz, drei rechteckige und zehn rechteckige Fenster, die jeweils mit Horizontalgesimsen bekrönt sind. Über diesen befinden sich insgesamt 13 elliptische Fensteröffnungen. Der Kirchenbau entspricht im äußeren wie im inneren der Idee einer evangelischen Kirche. Er wird als ein der ländlichen Umgebung angepasstes Gegenstück der Saarbrücker Ludwigskirche und ähnlicher Kirchenbauten des frühen Klassizismus zum Ende des 18. Jahrhunderts bezeichnet.
Die Ausstattung der Kirche stammt weitestgehend aus der Erbauungszeit. Emporen, Bänke, Türen, Kanzel und der Orgelprospekt gehen auf Zeichnungen Wahls zurück. Die hölzerne Kanzel besitzt am Helm Girlandenschnitzereien und wurde vom Schreiner Kullmann aus Kleinich gefertigt. Ebenso der Orgelprospekt mit Dreieckszwickel, Flüge und durchbrochener Schnitzerei. Der Altar und das auf dem Altar stehende Kreuz wurden 1901 von dem Schnitzer Wilhelm Ströher geschaffen. Im Turm befinden sich zwei Grabplatten des Pfarrers G.W. Streccius (gest. 27. Dezember 1774) und seines Sohns, dem Kirchenschaffner Johann Christian Streccius. 1999 wurden sie von dem Graveur Rudolf Franz, einem ihrer Nachfahren, restauriert. Weiterhin befindet sich dort eine 1957 eingerichtete Gedenkstätte für die Gefallenen der beiden Weltkriege.

## Orgel

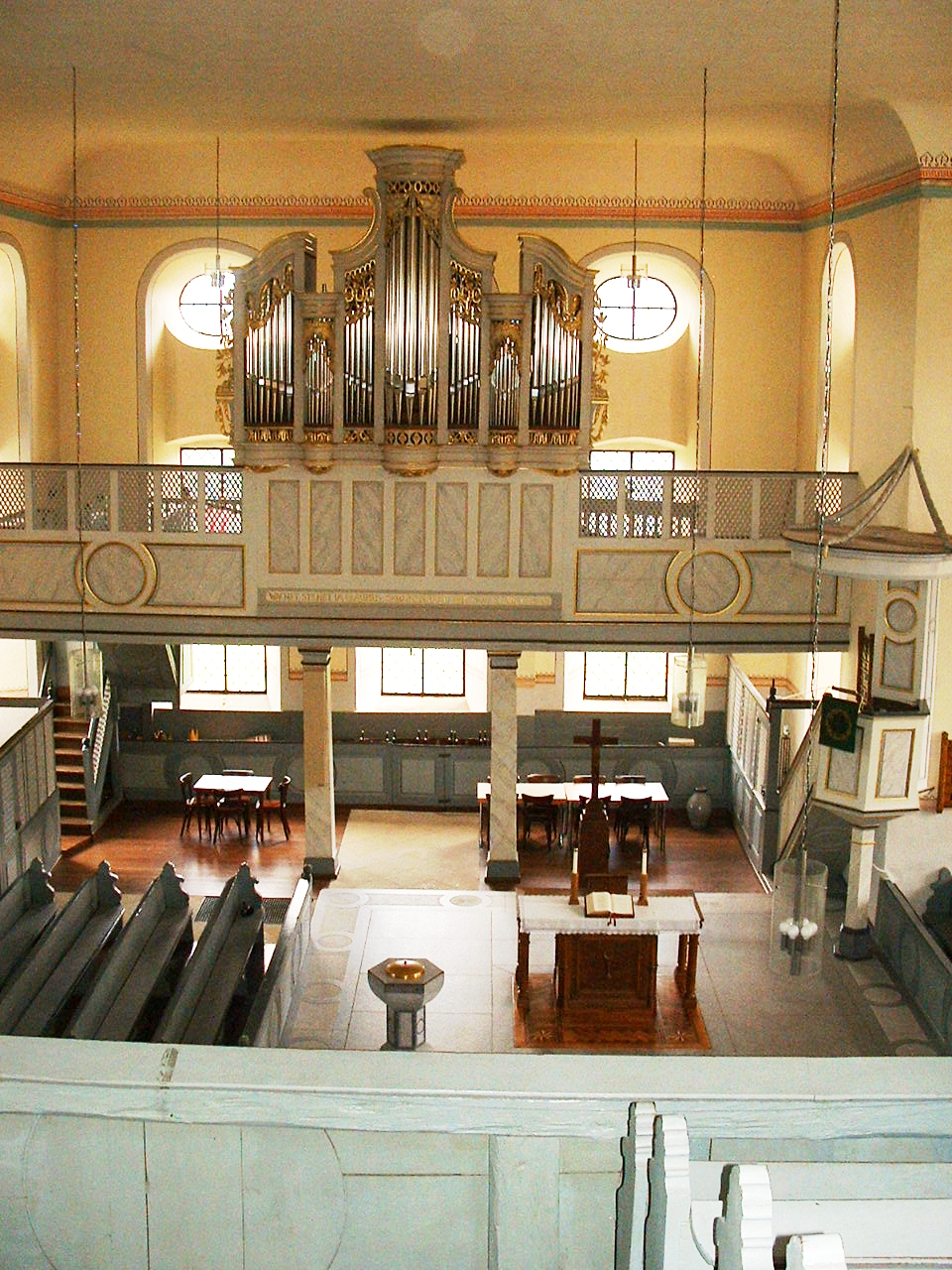
Stumm-Orgel von 1809 auf der Ostempore

Die Kirche besitzt eine Orgel von 1809. Orgelbauer war die dritte Generation der Orgelbaufamilie Stumm. Die Orgel ist somit ein Spätwerk dieser Orgelbauerfamilie und entstand 1809. Die Orgel ist nahezu im Originalzustand erhalten, besitzt ein Manual mit 14 Registern und ein Pedal mit zwei eigenständigen Registern. Eine Besonderheit ist die letzte von Stumm gebaute Vox humana (ein Zungenregister). Der Stimmton ist der auch für Stumm-Orgeln typische Cornettton (a1 = 452 Hertz).

## Glocken

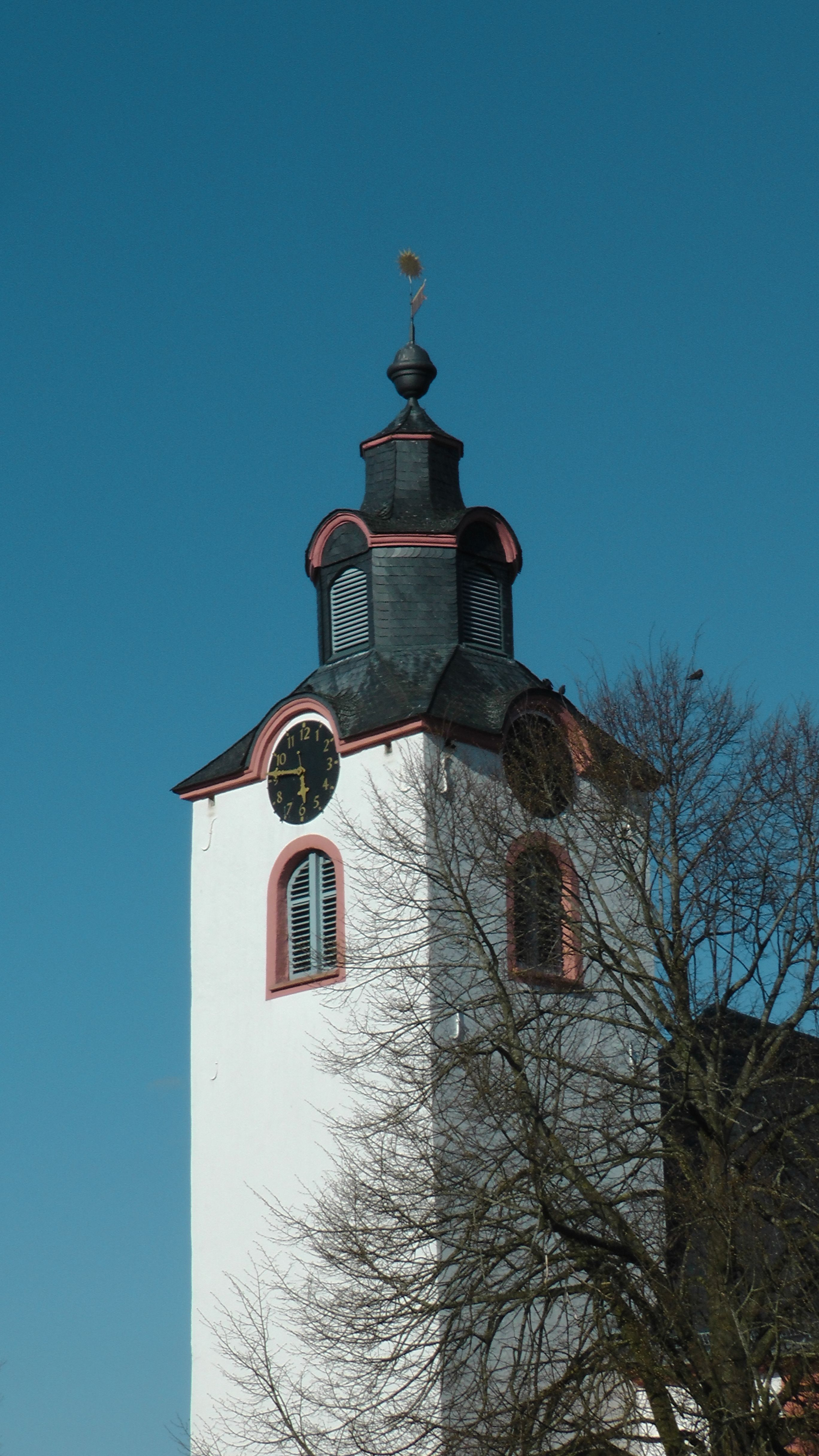
Kirchturm

Die Kleinicher Kirche besitzt drei Glocken, die im Turm hängen. Deren Schlagtöne sind e', fis’ und d' '.
Erstmals erwähnt sind die Glocken 1739 als der Kirchturm einstürzte und die Glocken herunterstürzten. Der (heute noch bestehende) Turm wurde 1551 wieder aufgebaut. 1587 fällt die mittelgroße Glocke herunter ohne dabei Schaden zu nehmen. Als 1636 marodierende kaiserliche Truppen die Kirche anzünden, stürzen alle Glocken herab und schmelzen durch die Hitze. In den Jahren wurden 1650 eine 1654 und 1669 zwei neue Glocken gegossen. 1669 war die große Glocke und 1671 die mittlere Glocke gesprungen und mussten jeweils umgegossen werden. Aus dem Material der kleinsten Glocke, die 1772 gesprungen war, wurde 1789 eine neue Glocke angefertigt.
Die große und die kleine Glocke müssen 1942 für Kriegszwecke abgeliefert werden und werden zum Glockenfriedhof nach Hamburg gebracht. Erfreulicherweise gehören die Glocken aus Kleinich bei Kriegsende zu den 14.000 noch vorhandenen (von ehemals 91.000). Sie werden Ende 1947 wieder zurückgebracht und hängen seit dem 7. März 1948 wieder an ihrem Platz im Glockenstuhl des Turms.
Inschrift der großen Glocke:
ALLEIN GOTT DIE EHR UND NIEMAND MEHR. IM JAHR CHRISTI MDCLXIX UNDER REGIERUNGUNSERER GNEDIGSTEN FUERSTEN PFALZ BIERKENFELD UND BADEN UND INSPEKTOR JOH. H NICOLAI LANGERHAN M. FRIEDR. ENGELBERT FRITZER PFARRER ZU CLENICH H. JOH. PETRI KNODEN KIRCHESCHAFFNERS A.D. G. K. MATTHIAS CROMEL VON LEY GOS MICH. Die Glocke hat 1,10 m unteren Durchmesser.
Inschrift der mittleren Glocke:
DURCH MEINEN SCHALL RUF UEBERAL DEM VOLCK ZUR KIRCHEN ZUSAMMEN. GOTT GEBE GNAD DAS FRUW UND SPAT SIE FOLGEN DER GEISTLICHEN AMMEN UND LEBEN RECHT GLAUBEN AUCH SCHLECHT GOTTES WORT ZUM LEBEN AMEN. F.C.F.P.P.C.J.A.CH. MDCLXXI J.P.K.K.S. MATHIAS CROMEL GOS MICH. Die Glocke hat 1,05 m unteren Durchmesser.

## Geschichte der Kirchengemeinde
| Name                        | Amtszeit  | Anmerkung                                                                             |
| --------------------------- | --------- | ------------------------------------------------------------------------------------- |
| Antonius Murschein          | 1557–1559 | erster evangelischer Pfarrer                                                          |
| Simon Molenstein            | 1559–1572 | wurde nach seiner Suspendierung wieder katholisch                                     |
| Balthasar Novanus           | 1573–1574 |                                                                                       |
| Lambert Faber               | 1575–1580 | war gelegentlich so betrunken, dass er die Amtshandlungen nicht mehr ausführen konnte |
| Wiltenburger                | 1580–1598 | Legte das erste Kirchenbuch an                                                        |
| Johann Burkhard Trarbach    | 1598–1636 |                                                                                       |
| Johannes Wintzius           | 1636–1659 |                                                                                       |
| Friedrich Engelbert Fritzer | 1659–1674 |                                                                                       |
| Johann Bernhard Beuerle     | 1674–1696 |                                                                                       |
| Nikolaus Steccius           | 1696–1729 | Hat das Kirchspiel bei seinem Amtsantritt etwas verwildert angetroffen                |
| Georg Wilhelm Streccius     | 1729–1774 |                                                                                       |
| Tobias Schneegans I.        | 1775–1819 |                                                                                       |
| Tobias Schneegans II.       | 1820–1841 |                                                                                       |
| Friedrich Münster           | 1841–1871 |                                                                                       |
| Adolf Schettler             | 1874–1896 |                                                                                       |
| Friedrich Becker            | 1897–1912 | Erster von der Kirchengemeinde gewählte Pfarrer                                       |
| Martin Sinemus              | 1913–1925 |                                                                                       |
| Heinrich Dungs              | 1925–1928 |                                                                                       |
| Hermann Lutze               | 1929–1936 |                                                                                       |
| Heinz Berkemann             | 1939–1950 |                                                                                       |
| Peter Schumacher            | 1951–1955 |                                                                                       |
| Johannes Haverkamp          | 1956–1961 |                                                                                       |
| Hellmuth Schareina          | 1961–1996 |                                                                                       |
| Stefan Haastert             | 1998–     | seit 1995 im Sonderdienst                                                             |

### Vorreformatorische Zeit
Christianisiert wurde die Kleinicher Gegend zur Zeit Karls des Großen. Die Gegend gehörte zuerst zur Reichskirche St. Peter in Kröv, nach Auflösung dieser Urpfarrei nach Enkirch und nach Zunahme der Besiedlungsdichte ab dem 11./12. Jahrhundert wurde die bereits bestehende Kapelle zur Pfarrkirche eines Pfarrbezirks mit 13 Dörfern erhoben. Sie wird 1220 im Buch der jährlichen Rechte des Trierer Erzbischofs aufgeführt. Dabei wird erwähnt, dass weder die Kathedralsteuer noch der Beitrag von 50 Solidus zur Holzlieferung bezahlt wurden. 1338 wird das Kirchspiel Kleinich das erste Mal urkundlich erwähnt. Spätestens 1318 hatte Kurtrier das Zehnt- und Patronatsrecht den Herren von Esch übertragen. Nach deren Aussterben fiel das Kirchenpatronat 1564 an den Erzbischof von Trier zurück. Innerhalb des Bistums Trier gehörte die Pfarrei Kleinich zum Dekanat Kaimt-Zell und Archidiakonat St. Castor in Karden. Von den Pastoren vor der Reformationszeit ist wenig bekannt. Meist waren es jüngere Söhne der Herr von Esch oder derer Verwandter. Der Unterhalt der Kirche war wie folgt geregelt: die Gemeinde musste für das Kirchenschiff und den Turm aufkommen, der Patronatsherr für den Chor und das Pfarrhaus, erhielt dafür aber auch 2/3 des Zehnten. Der Pfarrer erhielt das restliche Drittel und für seinen eigenen Lebensunterhalt und für die Bezahlung von Hilfsgeistlichen. Außer der Pfarrkirche in Kleinich gab es eine Filialkirche in Hirschfeld und vier Kapellen in den umliegenden Dörfern. Die Kommunion durfte aber nur in Kleinich und Hirschfeld ausgeteilt werden.

### Reformation und 16. Jahrhundert
Gegen Mitte des Jahrhunderts erreichte das Gedankengut der Reformation durch Handwerker, Händler und Hunsrücker, die in Wittenberg studiert hatten auch das Kirchspiel Kleinich. Der Landesherr Johann II. schloss sich zwar nicht selbst der Reformation an, ließ aber die evangelischen Geistlichen gewähren. Die Reformation nach reformiertem Bekenntnis wurde in Kleinich im Jahr 1557 durch seinen Sohn Pfalzgraf Friederich II von Simmern-Sponheim (ab 1559 auch als Friederich III. Kurfürst der Pfalz) durch das Reformationsedikt vom 16. Juli 1557 eingeführt. Das Patronatsrecht, d. h. das Recht Pfarrer einzusetzen und die Pflicht diese zu bezahlen blieb beim Adelsgeschlecht von Esch und fiel nach deren Aussterben bis zur französischen Herrschaft 1802 an Kurtrier zurück. Der dortige katholisch gebliebene Erzbischof hatte verständlicherweise kein Interesse gute Prediger in das Kirchspiel zu berufen. De facto mussten sich Landesherr und der Trierer Bischof über die Besetzung der Pfarrstelle einigen. Ein besonderes Problem war der Weiler Wederath, der der sponheimischen Landesherrschaft unterstand, in dem aber nur Leibeigene des Trierer Bischofs wohnten. Versuche des Landesherrn in der dortigen Kapelle eine evangelische Predigt durchzusetzen gipfelten 1564 in der Entführung des Pfarrers. Auch in späteren Jahren gab es noch einige Versuche des Trierer Bischofs das Kirchspiel wieder dem katholischen Glauben zuzuführen, u. a. durch den Versuch der Ansiedlung eines Franziskanerklosters.
Zu dem immer zahlreicheren Pfarrern der Reformationszeit, die öffentlich in den Ehestand traten, gehörte wahrscheinlich auch der Kleinicher Pfarrer Antonius Murschein, da er nach seinem Tod Frau und mehrere Kinder, hinterließ. Am 16. Juli 1557 schrieb der Herzog Philibert von Baden einen Brief an den Oberamtmann von Trarbach, Friedrich von Schönberg, worin dieser die Einführung der Reformation im Oberamt anordnete. Der Oberamtmann bestellte daraufhin sämtliche Geistliche seines Bezirks zu sich. Wer sich weigerte die neue evangelische sponheimische Kirchenordnung anzunehmen wurde entlassen, die anderen nicht. Antonius Murschein zog es wie die meisten Geistlichen in der Grafschaft vor den neuen Glauben anzunehmen und wurde so der erste evangelische Pfarrer in Kleinich Anfang September 1557 fand eine Visitation durch Nikolaus Beuck, den späteren Superintendenten des Herzogtums Simmern und den Straßburger Theologen Johannes Marbach statt. Die Visitatoren beurteilten die Lehr- und Geschicklichkeit der Pfarrer und erteilten ihnen Anweisungen für die Durchführung der Kirchlichen Gebräuche. Der Kleinicher Pfarrer erwies sich nicht gerade als Vorbild seines Standes. Schon 1553 wurde er zu einer Geldstrafe verurteilt, weil er bei einem Hochzeitsgelage einem Mann aus Fronhofen mit einer Stange auf den Kopf geschlagen hatte.
Nach Murscheids Tod 1559 wurde nach einigem Hin und Her sein ehemaliger Kaplan Simon Molenstein zum Pfarrer berufen. Da die Kaplanstelle nicht mehr besetzt wurde, musste Molenstein alle Kirchen und Kapellen alleine versorgen. Er predigte sonntags in Hirschfeld und Kleinich, in Kleinich zusätzlich Katechismusunterricht, in den Kapellen hielt er wochentags einen kurzen Unterricht und predigte anschließend. Auf Grund der großen zu bewältigenden Wegstrecken bat er um eine Gehaltserhöhung um sich ein Pferd halten zu können. Die Entfernung von Kleinich nach Hirschfeld beträgt 6 km, zu den Kapellen zwischen 2 und 5 km. Im Zuge eines Ausgleichsgeschäfts erhielt Herzog Wolfgang von Pfalz-Zweibrücken den pfälzischen Anteil der Hinteren Grafschaft Sponheim und damit auch das Kirchspiel Kleinich. Der neue Landesherr ließ sogleich eine Visitation vornehmen, die am 5. Dezember 1560 durchgeführt wurde. Die Visitation begann mit einem Examen der theologischen Kenntnisse des Ortspfarrers, dann folgten sieben Fragen zu Besoldung, Bausachen, Gottesdienst, mögliche Irrlehren und dem sittlichen Zustand der Gemeinde. Zum Schluss hielt der Pfarrer eine Predigt in der Kirche und die Jugend wurde geprüft. Da das Pfarrhaus nur eine Stube besaß, erbat sich Molenstein, dass man ihm eine Studierstube und einen Schornstein durch den der Rauch abziehen könne, baue. Die Kirche in Kleinich sowie mehrere Kapellen wurden als baufällig eingestuft. Die Visitation verhalft Kleinich auch zur ersten Schule: Als die Visitatoren schon im Aufbruch waren, bat ein Mann der Gemeinde, dass man den Kleinichern zu einem Schulmeister verhelfen möge. Nach Klärung der Gehaltsfrage wurde Salomon Bauer, der nach der gescheiterten Reformation 1559 Trier verlassen musste, als Lehrer angenommen.
Trotz des Engagements mehrerer Pfarrergenerationen bei der religiösen Bildung stellte sich der Erfolg erst sehr langsam ein. Das Katechismuswissen, auf das in der vorreformatorischen Zeit kein Wert gelegt wurde, war schwach und besonders an Werktagen wurde über schlechten Kirchgang geklagt. In dem Visitationsbericht von 1592 wurde festgestellt, dass die Kinder ein Zimblichen Anfang haben. Nicht so gut stand es um das Wissen der Älteren sowie der Knechte und Mägde, die oft aus einem katholischen Umfeld kamen. 1608 berichtet der Visitator, „er wisse niemand, der der papistischen oder sonst einer irrigen Religion zugetan sei“.

### 17. und 18. Jahrhundert
Das 17. Jahrhundert war durch lange dauernde Kriege geprägt. Im Dreißigjährigen Krieg zündeten Kaiserliche Truppen 1635 die Pfarrkirche an. Noch schlimmer waren die Eroberungskriege von Ludwig XIV., insbesondere der Pfälzer Erbfolgekrieg (1688–1697). Vom Pfarrer Johann Nikolaus Streccius heißt es, bei seinem Amtsantritt 1696 habe er das Kirchspiel etwas verwildert angetroffen.

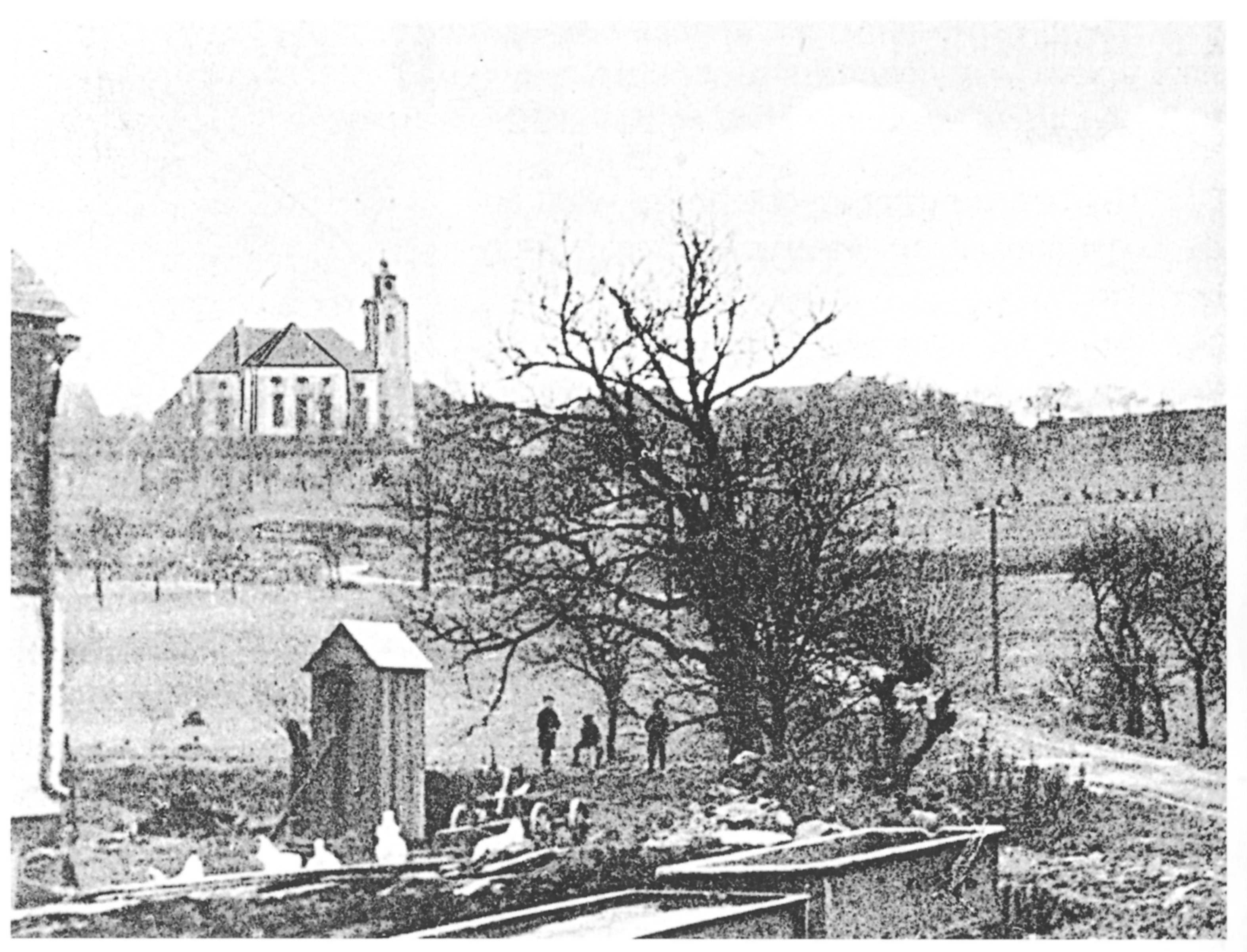
Die Kirche um ca. 1910

Das 18. Jahrhundert war das der Bürokratie und der Kirchenzucht. 1672 richtete man in Trarbach ein Konsistorium als Aufsichtsbehörde ein, 1734 ein Oberkonsistorium in Zweibrücken. Diese überzogen das kirchliche Leben mit einer Vielzahl neuer Vorschriften: Das Fernbleiben vom Gottesdienst wurde bestraft, der Pfarrer durfte unter Strafandrohung nicht länger als 45 Minuten Predigen, die Zahl der Feiertage wurde wegen der Ausschweifungen, Müßiggang und Vergnügen reduziert, ein monatlicher Bettag eingeführt, Brautleute wurden nur noch in der Kirche getraut wenn sie „Junggeselle und Jungfrau“ waren, andere Paare wurden still im Pfarrhaus getraut. Zur Sicherstellung der bürgerlichen Moral gab es die Kirchenzucht. Zwölf Zensoren wurden als Sittenwächter bestellt und trafen sich alle vier Wochen an einem Bettag unter Vorsitz des Pfarrers. Meist ging es um Ehebruch und uneheliche Schwangerschaften. Bis zur Jahrhundertmitte mussten die Missetäter vor der ganzen Gemeinde Buße tun. Etwas zeitgleich zur Französischen Revolution wurde die heutige Kirche gebaut, beginnend 1788 mit dem Abriss der alten Kirche. Am 17. Oktober 1790 konnte die neue Kirche nach nur 16 Monaten Bauzeit eingeweiht werden.

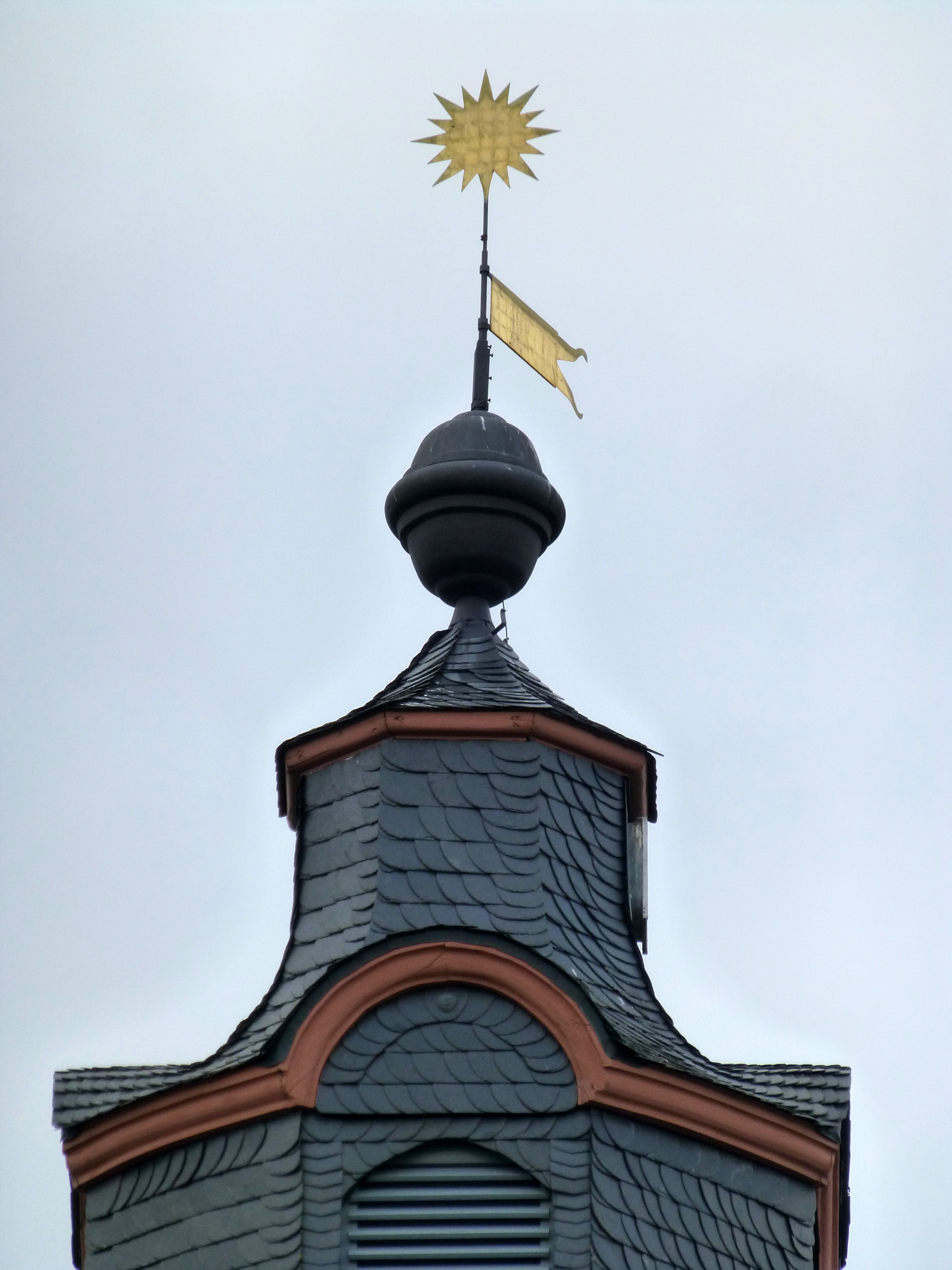
Turmspitze

Im Zuge der Französischen Revolution wurde Kleinich wie das ganze linksrheinische Deutschland von französischen Revolutionstruppen erobert und in den französischen Staat integriert. Der Kirchenzehnte wurde abgeschafft. Die Pfarrerbesoldung beruhte auf freiwilligen Spenden. Pfarrer Schneegans erhielt vom Kleinicher Kirchspiel aber eine angemessene Naturallieferung. 1085 bewilligte Napoleon für Pfarrer ein Staatsgehalt von 500 Franc. Dafür musste der Pfarrer Reden auf die Republik unter den neu gepflanzten Freiheitsbäumen halten und später Festgottesdienste zu Napoleons Geburtstag und Freudengottesdienste zu seinen Siegen feiern. Nach Einführung der Organischen Artikel 1802 wurden die landesherrlichen Kirchentümer durch eine landesweite einheitliche Kirchenordnung ersetzt. Kleinich unterstand der Konsistoralkirche Wirschweiler, die zusammen mit 5 benachbarten Konsistoralkirchen eine Inspektion bildete. Diese wiederum unterstand dem Generalkonsistorium in Mainz.

### Zugehörigkeit zu Preußen im 19. und frühes 20. Jahrhundert

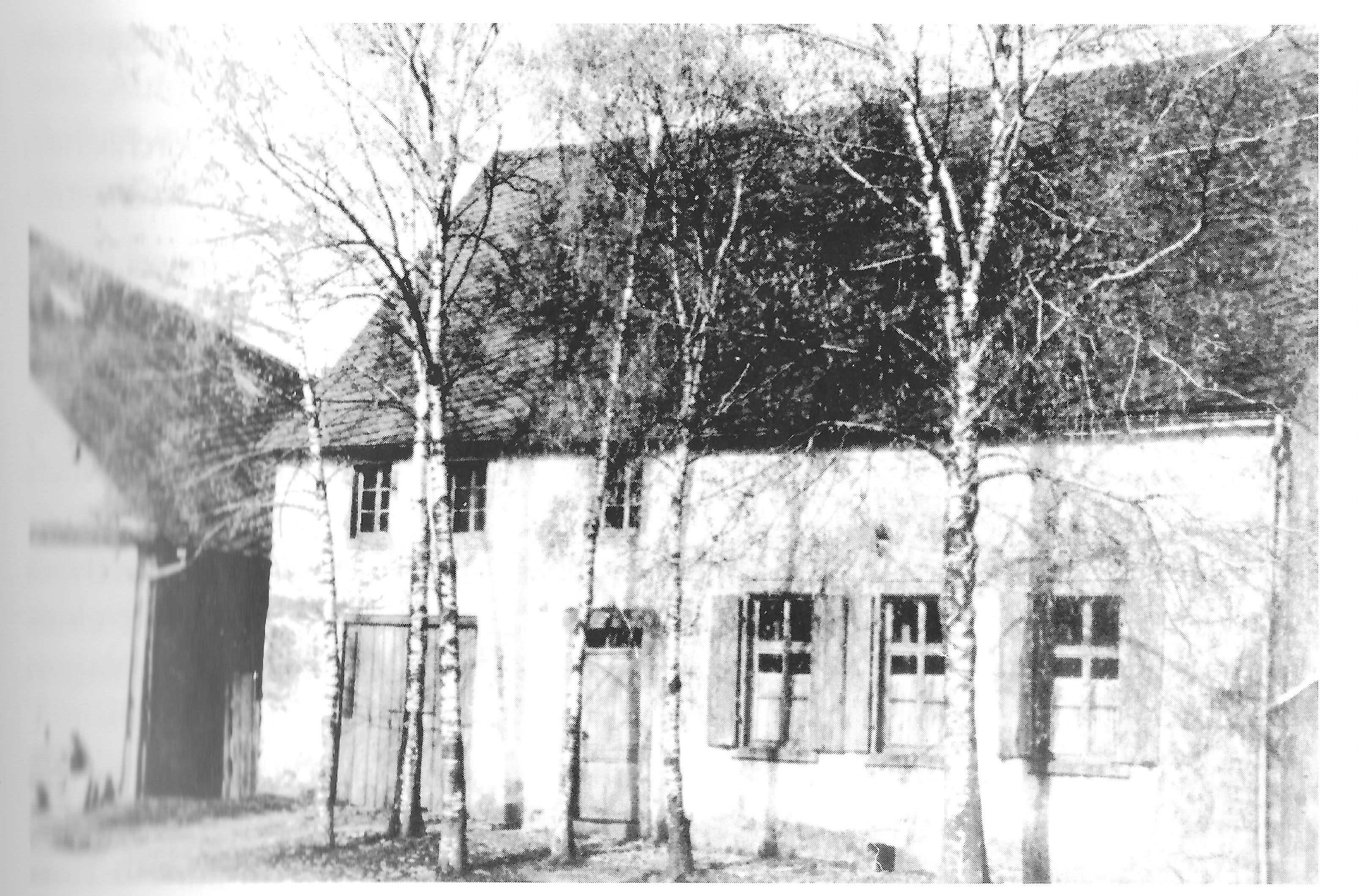
Betsaal (ca. 1900)

Nachdem das Rheinland 1815 preußisch wurde folgte 1822 die Gründung der Evangelischen Kirche der Rheinprovinz. An deren Spitze stand der Generalsuperintendent in Düsseldorf. Die Gemeinde Kleinich gehörte ab 1817 zur Kreissynode Trarbach, ab 1825 zur Kreissynode Wolf, die den Regierungsbezirk Trier umfasste und nach 1843 in Kreissynode Tier umbenannt wurde. Der Gottesdienst folgte ab dem Ostersonntag 1835 der Preußischen Agenda mit Ergänzungen für das Rheinland und Westfalen. Durch die zeitgleiche Einführung der neuen rheinisch-westfälischen Kirchenordnung mit presbyterial-synodalen Elementen wurde die Selbstverwaltung auf Gemeindeebene entscheidend gestärkt. Der erste von der Kirchengemeinde frei gewählte Pfarrer war 1897 Pfarrer Becker. Diese Elemente verhinderten jedoch nicht das Aufkommen von Konflikten: Ähnlich wie sein Vorgänger Schettler gehörte Becker dem rechten Kirchenflügel an, der alle liberalen Regungen bekämpfte. 1878 weigerten sich Presbyter auf die Jugend, die sich nach Ansicht des Pfarrers zu viel in Gaststätten aufhielt, Einfluss zu nehmen. 1881 lehnten zwei neugewählte Presbyter ihre Berufung ab und zeitweise wurden der von Pfarrer Becker geleitete Kirchenchor, seine Fortbildungsschule und der Jungmädchenverein seiner Frau boykottiert.
Das evangelische Gemeindeleben pflegte nicht nur in Kleinich in dieser Zeit eine große Nähe zum preußischen Königshaus. In der Kirche wurden Jahresgedenken der siegreichen Schlachten gegen Napoleon, später auch der Sieg bei der Schlacht von Sedan gefeiert. Bis zum Ende der Monarchie wurden die Geburtstage der preußischen Könige gefeiert und bei ihrem Ableben Trauergottesdienste abgehalten.

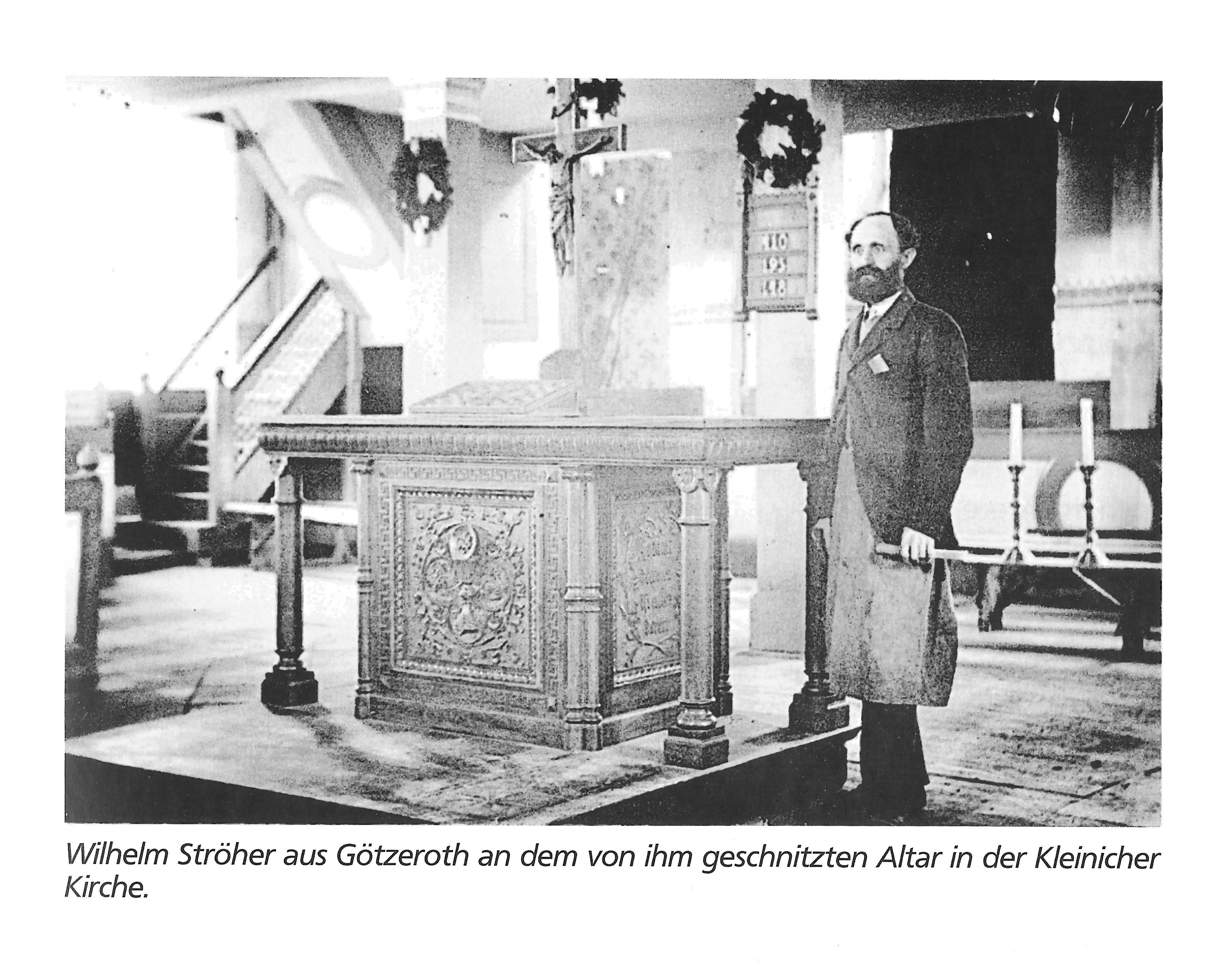
Der Altar von 1901 zusammen mit seinem Schnitzer Wilhelm Ströher

Eine wichtige Aufgabe bildete die Unterstützung der Bedürftigen. In der ersten Jahrhunderthälfte. Durch die Auswirkungen der kleinen Eiszeit, ganz besonders im Jahr ohne Sommer 1816 kam es zu im klimatisch auch unter normalen Umständen nicht begünstigten Hunsrück zu schweren Missernten. 1818 wurde ein Wohltätigkeitsverein gegründet, der von Pfarrer Schneegans geleitet wurde und an Bedürftige Lebensmittel verteilte. Auch beim 1856 gegründeten Armen-Unterstützungs-Verein wirkten die Pfarrer von Kleinich und Hirschfeld-Horbruch mit. Mit Verbesserung der Wirtschaftslage zum Ende des Jahrhunderts standen Sammlungen für Übersee, insbesondere für Projekte in Deutschen Kolonien und Projekte im Rahmen der Heidenmission im Mittelpunkt. Martin Sinemus, Pfarrer ab 1912 gründete 1914 den Evangelischen Jünglingsverein des Kirchspiels Cleinich. Neben der Frömmigkeit ging es in dem Verein um Patriotismus und Wehrsport. Im Ersten Weltkrieg wurde der Verein zur Jugendwehr. Pfarrer Sinemus meldete sich zu Kriegsausbruch als Soldat und wurde Militärgeistlicher, unter anderem in Mazedonien und an der Westfront. Die Vertretung in Kleinich übernahm als Ruhestandspfarrer sein Vater.
Am Ende des Jahrhunderts wurde ein neues Pfarrhaus errichtet. Nach ersten Planungen von 1875/76 und langwierigen Verhandlungen mit der Zivilgemeinde über die Baukosten konnte im August 1895 mit den Bauarbeiten begonnen werden. 1896 war der Rohbau fertig.

### 20. Jahrhundert – Weimarer Republik und Nationalsozialismus

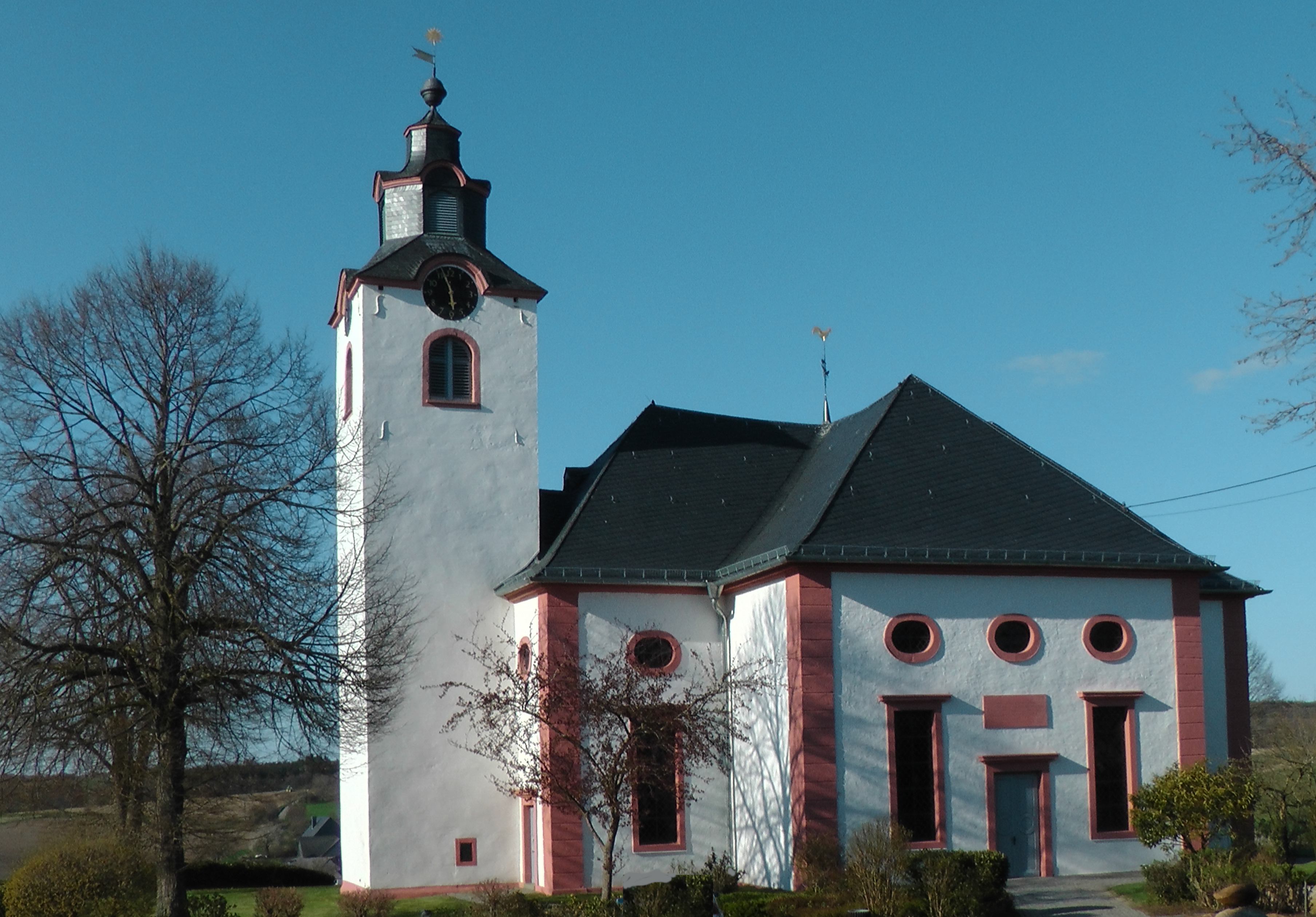
Evangelische Kirche Kleinich von Süden

Pfarrer Sinemus überlebte den Krieg und blieb bis 1925. Seine Hauptaktivität war die Erforschung der Geschichte der Kirchengemeinde. 1925 veröffentlichte er sein Buch Die Geschichte des Kirchspiels Kleinich. Schwesternstation, Frauenhilfe und Volksbund gingen während dieser Zeit ein.
Sein Nachfolger Heinz Dungs blieb nur 3 Jahre in der Gemeinde. Er war in seiner Kleinicher Zeit von liberal-fortschrittlicher Gesinnung, kümmerte sich stark um die Jugendarbeit und gründete den Deutsch-Evangelischen Jugendbund im Kirchspiel Cleinich. Er rief die Frauenhilfe neu ins Leben und engagierte sich dafür erholungsbedürftige Kinder aus den Industriegebieten des Niederrheins für mehrere Wochen zur Erholung in den Hunsrück zu holen. Auch gelang es ihm die Ansiedlung eines Franziskanerklosters in einer alten Ölmühle im Kirchspiel zu verhindern. Später wurde er Mitglied der nationalsozialistischen der Kirchenbewegung Deutsche Christen und 1946 aufgrund des kirchlichen Reinigungsgesetzes entlassen.

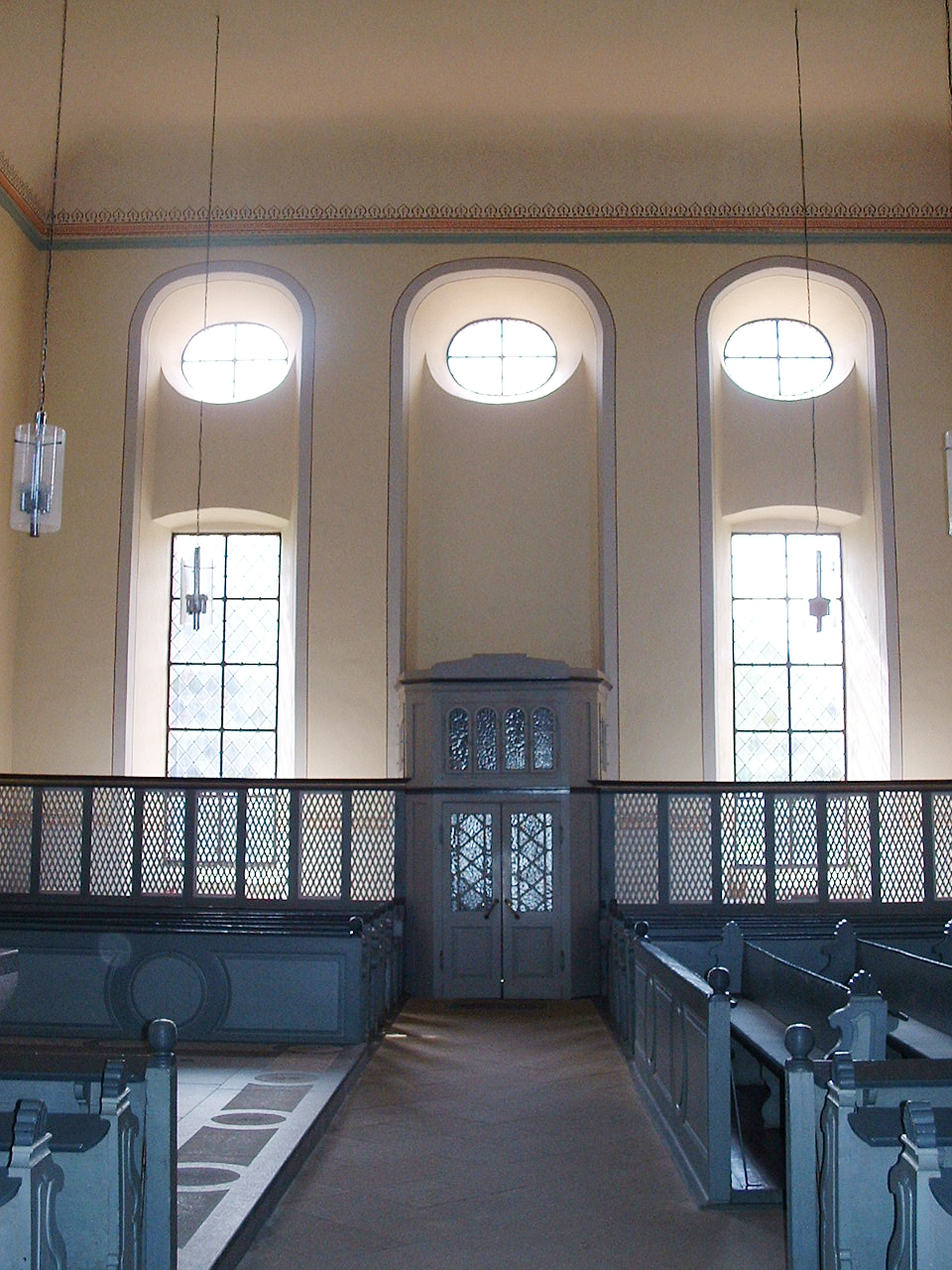
Blick vom Altar nach Süden

Sein Nachfolger Hermann Lutze war eher konservativ und antiliberal geprägt. Bis 1933 hatte er ein paar ruhige Jahre, danach versuchte er die braune Politik aus seiner Gemeinde herauszuhalten. Er wurde als Bekenntnispfarrer in Leitungsgremium der Rheinischen Pfarrerbruderschaft gewählt. In seiner eigenen Gemeinde versammelten sich letztmals 1935 die NS-Verbände mit Uniformen und Fahnen in der Kirche. Danach kam es zu Kirchenaustritten und einem Riss in der Gemeinde. Eine Ortsgruppe der Deutschen Christen (DC) kam zwar nicht zustande, dafür war aber die neuheidnische Deutsche Glaubensbewegung im Kirchspiel mit Vorträgen aktiv. Dennoch stieg der Gottesdienstbesuch wieder und das Presbyterium stellte sich hinter den Pfarrer. Lutze verließ die Gemeinde 1935. Der seit Dezember 1936 als Hilfsprediger tätige Heinz Berkemann wurde im folgenden Sommer zum Pfarrer gewählt. Er musste sich der von den Deutschen Christen dominierten Kirchenleitung unterstellen, seine Korrespondenz über den DC-Superintendenten Becker in Trier führen und seine Kontakte zur Bekenntniskirche abbrechen. Dennoch kam das Kirchspiel nicht zur Ruhe. Die Männerabende, zu denen Berkemann einlud, wurden von der Gestapo verboten, der Kindergarten von der NSV übernommen. Berkemann wurde 1940 einberufen. Danach übernahmen die Pfarrer aus Büchenbeuren und Kirchberg die Vertretung. Von 1945 bis 1946 vertrat Sinemus noch einmal den in Kriegsgefangenschaft befindlichen Pfarrer Berkemann.

### 20. Jahrhundert – Nachkriegszeit

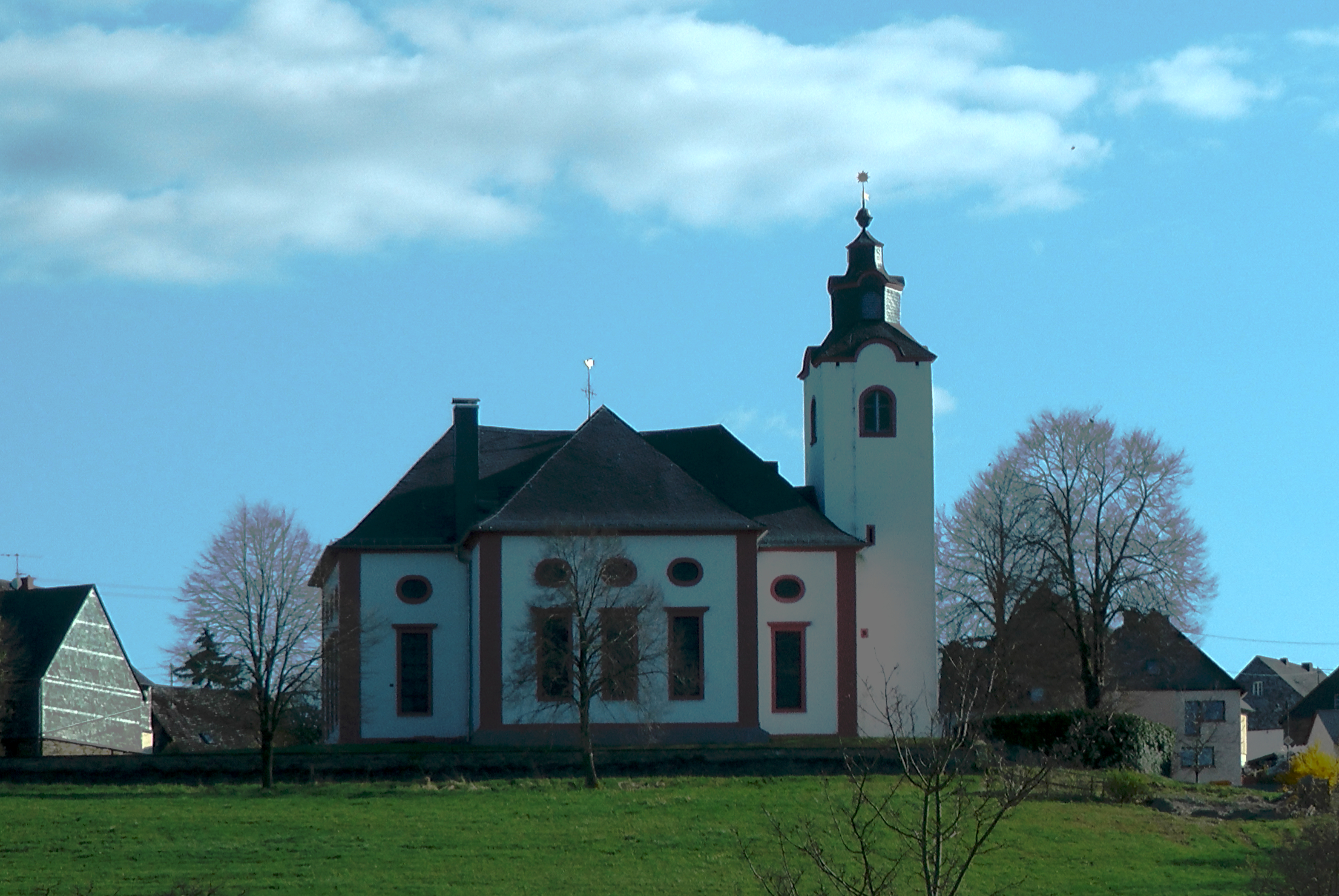
Evangelische Kirche Kleinich von Norden

Von 1945 bis 1946 vertrat Sinemus noch einmal den in Kriegsgefangenschaft befindlichen Pfarrer Berkemann. 1946 kehrte Berkemann zurück. Er lud seinen Vorgänger Lutze ins Kirchspiel ein. Dieser hielt Gottesdienst und kam – in Zeiten, in denen die Lebensmitteln in den Städten noch knapp waren, zum hamstern. Allerdings waren die Wunden des Kirchenkampfes noch nicht verheilt und die beiden Lager standen sich auch nach Kriegsende noch unversöhnlich gegenüber. 1947 wurde der Kirchenchor wiedergegründet, 1948 kamen die Glocken zurück und langsam kam das Gemeindeleben wieder in Gang. Auch im Kirchenkreis gelang ein Neuanfang. Nachdem die Synode 1946 den DC-Superintendenten Becker wiederwählte verweigerte die Kirchenleitung die Bestätigung, sodass eine außerordentliche Synode Pfarrer Bernhard Wiebel 1947 zum Superintendenten wählte. Berkemann war bereits als Protokollführer in den Kreissynodalvorstand berufen worden. Angespannt war Berkemanns Verhältnis zum Hochscheider Lehrer Jaedicke. Ein Grund neben mehreren war, dass Jaedicke für eine Gemeinschaftsschule eintrat. Berkemann verließ Kleinich 1950 und ging nach Sobernheim.
Sein Nachfolger Peter Schumacher kam 1951 und blieb nur vier Jahre. Mit Unterstützung der Patensynode Wuppertal-Elberfeld (heute im Kirchenkreis Wuppertal aufgegangen) konnte 1954 die Bausubstanz gesichert werden und der Innenraum einschließlich einer Gedenkstätte für die Gefallenen des Krieges würdig gestaltet werden. Er äußerte sich auch kritisch zu den gesellschaftlichen Verhältnissen in der Nachkriegszeit, dass Geldverdienen zum einzigen Lebensinhalt wird und Merkur dem Götzen des Gewinns Feierabend, Sonntag, Familienleben und Friede eines guten Gewissens geopfert werden.
In die ab 1956 nachfolgende vierjährige Amtszeit von Johannes Haverkamp fiel eine Visitation, bei der der schlechte Zustand der Kapellen von Hochscheid, Oberkleinich und Fronhofen bemängelt wurde. Diese waren seit dem Bau der neuen Kirche außer Gebrauch und teilweise verfallen oder in gewerblicher Nutzung. Renoviert und für den Gottesdienst wieder hergerichtet wurde als Gemeinschaftsprojekt der Kirchenkreise Trier und Elberfeld die Kapelle in Hochscheid, da (nur) bei dieser besonders im Winter der Weg nach Kleinich als sehr beschwerlich angesehen wurde. Haverkamp machte sich auch Sorgen über das Vordringen der Fastnacht in evangelische Gebiete. 1959 hat er an alle Haushalte Zettelchen verteilen lassen, von wegen Fressen, Saufen und Huren. Nach Zeitzeugen war dies gar nicht nötig. Die Betroffenen waren nur etwas lustig bei Musik und Tanz.
Pfarrer Hellmuth Schareina blieb der Gemeinde 35 Jahre lang treu. Seit 1969 betreute er auch die Gemeinden Horbruch-Hirschfeld und Krummenau, die 1973 endgültig mit Kleinich fusioniert wurden. Wichtig war ihm die Einbeziehung von Gemeindegruppen und Vereinen bei der Gestaltung von Festgottesdiensten und die Förderung der Diakonie. In seiner Amtszeit wurden die Kapellen in Oberkleinich und Fronhofen saniert, das Gemeindehaus gebaut (1976–1978), die Stumm-Orgel (1985–1986) und zuletzt auch die Pfarrkirche (1986–1988) renoviert. 1990 feierte man 200-jähriges Kirchenjubiläum. Stefan Haastert konnte ab 1995 an diese Arbeit anknüpfen. Neben Festgottesdiensten zu Vereinsjubiläen und Dorffesten feierte man auch Gedenkgottesdienste, die an wichtige Ereignisse der Kirchengeschichte erinnern, z. B. den großen ökumenischen Gottesdienst am Reformationstag 2001. Eine besondere Verbindung besteht zu dem im KZ Buchenwald ermordeten Dickenschieder BK-Pfarrer Paul Schneider (1897–1939). 1997 wurde der Gedenkstein Der Löwe von Konrad von Wille enthüllt. 1999 wurde das Pfarrhaus renoviert, 2004 der Platz vor der Kirche und 2006 der Altarraum der Kirche neu gestaltet. 2008 kam es zu einer Fusion der Kirchengemeinden Kleinich, Hirschfeld-Horbruch und Krummenau, die zum Kirchenkreis Trier der Evangelischen Kirche im Rheinland gehörten. Seit diesem Zeitpunkt führt die Gemeinde den Namen Christus-Kirchengemeinde Kleinich. Regelmäßige Gottesdienste finden derzeit (Stand 2016) jeweils zweiwöchentlich abwechselnd in Kleinich und Hirschfeld, sowie in Krummenau und Hochscheid statt, im Wechsel um 09:30 Uhr oder 10:45 Uhr.

## Literatur

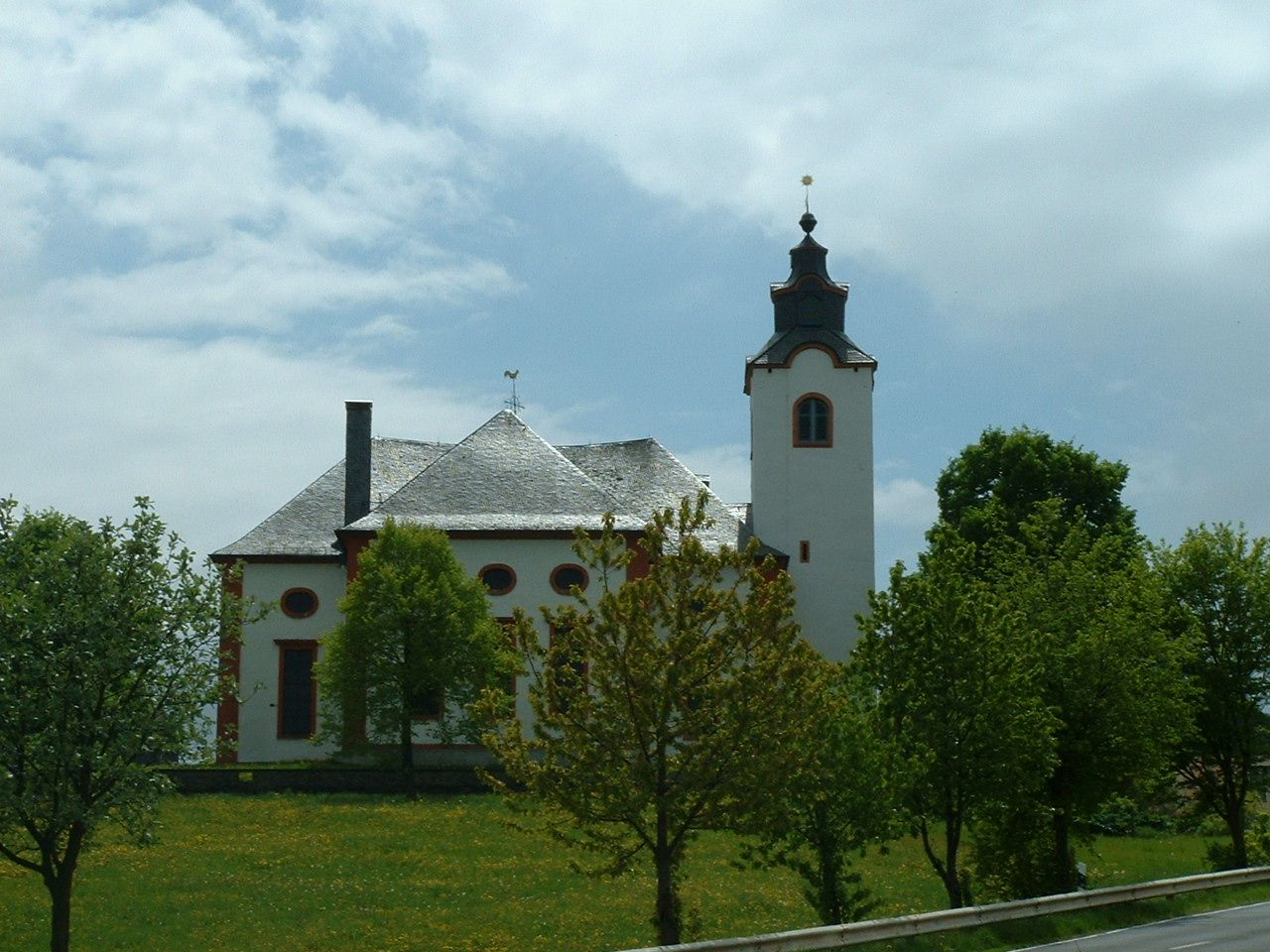
Kirche von Norden